# Чальчуапа
Чальчуапа (ісп. Chalchuapa) — місто на заході Сальвадору, у департаменті Санта-Ана.
Розташоване за 14 км на захід від міста Санта-Ана, адміністративного центру департаменту. Населення міста становить понад 72 тисячі осіб.
Місто було засновано у XVI столітті. Поблизу нього є руїни стародавнього індіанського міста Тасумаль. Чальчуапа — центр сільськогосподарського району, там вирощують каву, какао, бавовну.

## Цікаві факти
2 серпня 1885 року у сутичці зі сальвадорською армією там загинув президент Гватемали Хусто Руфіно Барріос.